# Sposalizio mistico di santa Caterina d'Alessandria (Moroni)
Lo Sposalizio mistico di santa Caterina d'Alessandria è un quadro di Giovan Battista Moroni eseguito per la chiesa parrocchiale di San Bartolomeo di Almenno San Bartolomeo, si trova sull'altare di santa Caterina e riporta la firma IO:BAP.MORONUS.P. in basso a destra.

## Storia
La chiesa di San Bartolomeo ad Almenno venne iniziata nel 1520 per volontà di Giorgio Rota, i lavori subirono un arresto e una ripresa nel 1562, dalla visita di san Carlo Borromeo del 1575 si desume la presenza dell'altare, con la pala del Moroni, costruito su desiderio di Francesco Lisotti, dove veniva celebrata una messa la settimana a suffragio della sua anima, altare che probabilmente venne costruito al termine dei lavori di edificazione della chiesa, verrebbe di conseguenza datato il quadro alla fine degli anni sessanta, anche per i tratti minuti della Madonna che sono simili a quelli della pala datata 1567 della chiesa di santa Maria della Ripa di Desenzano al Serio. La datazione resta però incerta, Andrea Pinotti nel 1931 la volle avvicinare alla pala nella chiesa parrocchiale di san Pietro a Parre, quindi 1564-1567, datazione leggermente successiva dalla Gregori, giustificandola nell'impianto architettorico che tende ad avvicinarsi alla pittura cremonese, così come le pieghe del manto della santa riportano alla tela dell'Ultima cena della chiesa di Romano di Lombardia nelle vesti degli apostoli.

## Descrizione

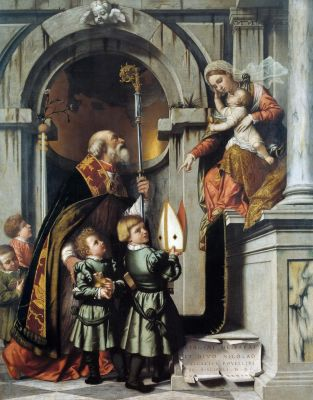
Il Moretto-Pala Rovelli

La pala, nell'impianto scenico, è la rielaborazione della Pala Rovelli del Moretto datata 1539, anni in cui il Moroni lavorava nella bottega e alle opere del maestro. Anche se molto simili, i due quadri sono nettamente differenti. Il Moroni copia il maestro in questa scena decentrata per trovare la giusta soluzione ad una pala commissionatagli e che doveva essere collocata in una cappella laterale. È conservato un disegno preparatorio della pala Rovelli a New York alla Pierpont Morgan Library eseguito dal Moroni.
La pala, rappresentante la Sacra conversazione, ha raffigurato sul lato a sinistra, santa Caterina appoggiata alla ruota, l'attributo che la identifica, e sopra di lei un angioletto con il ramoscello di olivo e un ramo di palma segni del martirio. Sul lato a destra, posta in alto sopra un altare, la Madonna con in braccio il Bambino, sopra di loro appena visibili due aureole, a ripresa della pala, sempre del Moretto, presente nella chiesa di sant'Andrea in via porta dipinta.
Tutta la scena langue, santa Caterina è raffigurata quasi sostenuta dalla ruota del martirio, con lo sguardo lontano, così come la Vergine il cui cartiglio posto ai piedi riporta la scritta: VENISTI CATHERINA UT DESPONDERERIS IMMORTALI SPONSO CHIRSTO, è piccola, in meditazione, come a presagire sugli eventi. In questa capacità del Moroni di rappresentare le espressione che raccontano l'intimo pensiero, si coglie il mutamento artistico che porterà il Moroni ad essere uno dei migliori ritrattisti del XVI secolo.
Il dipinto presenta anche alcuni preziosismi come il drappo in velluto rosso che scorre dai piedi della Madonna fino a terra,  impreziosito da ricami in oro, e il mantello di santa Caterina dalle sfumature rosa, azzurre iridescenti, quasi fosforescenti.